# Szervezettan
A szervezettan a többsejtű élőlények felépítésével foglalkozó biológiai tudomány. Célja az élőlények felépítésének megismerése, a sejt, a szövet, a szerv, a szervrendszer és az egyed szintjén. Szoros kapcsolatban áll a szervezet élettevékenységeivel foglalkozó élettannal (fiziológia).

## Részterületei
- Növényszervezettan
- Állatszervezettan
  - promorfológia
- Gombaszervezettan

## Módszertani szaktudományai
- Anatómia
- Szövettan
- Egyedfejlődéstan